# Неоколониализм
Неоколониали́зм — система подчинения и эксплуатации развитыми капиталистическими государствами молодых неразвитых стран и экономик, в том числе недавно освободившихся из колониальной политической зависимости, с помощью неравноправных экономических и прямых военно-политических отношений и договоров в связи с полной несостоятельностью прежней колониальной системы и краха колониальных империй. 

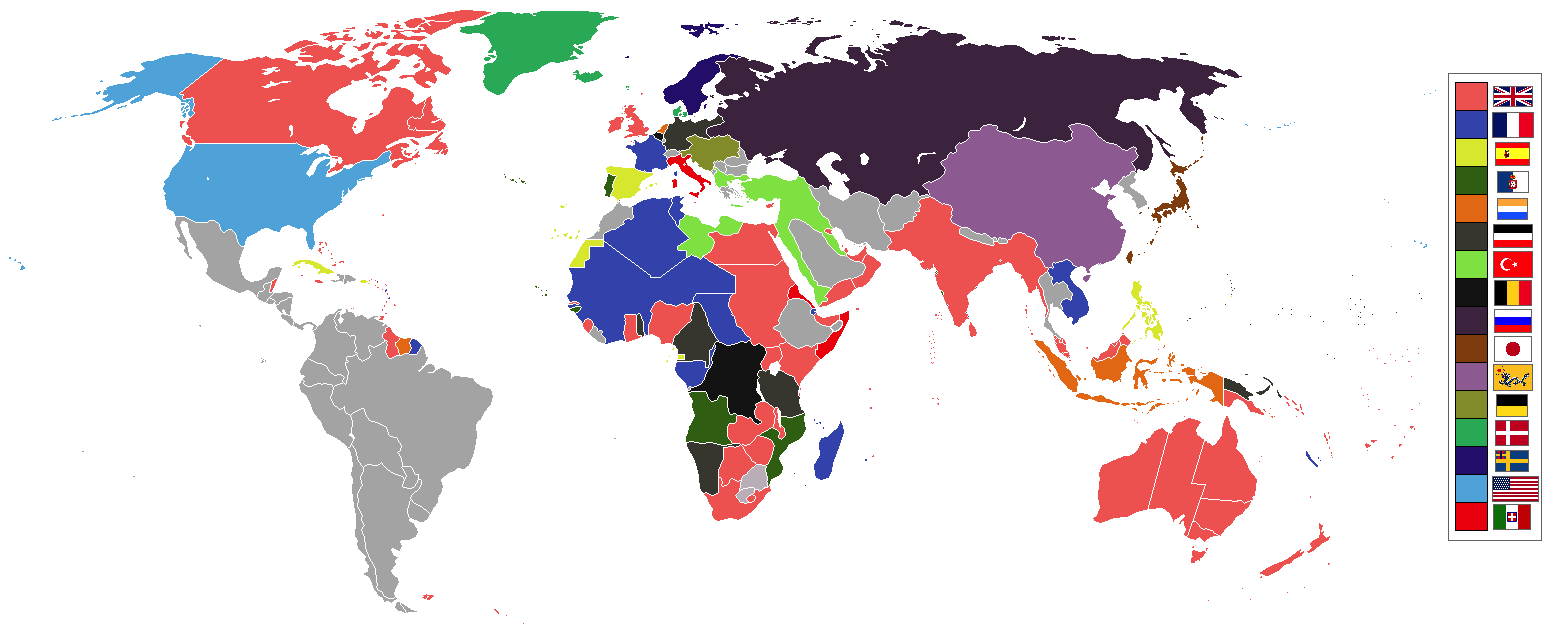
Мировые империи и колонии в 1898 г., перед началом Испано-Американской войны, Второй англо-бурской войны и боксёрского восстания

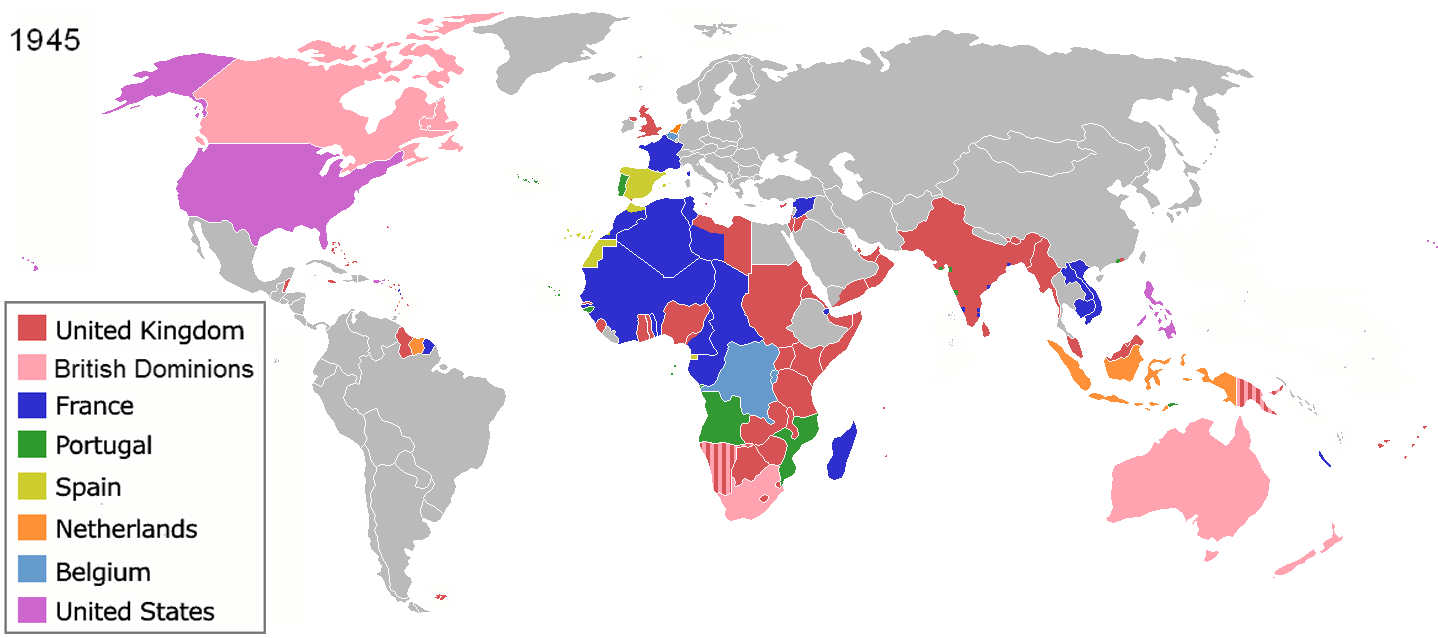
Мировые империи и колонии в 1945 г.

Индекс развития человеческого потенциала (ИРЧП) на 2004 год, взят из отчёта ООН по ИРЧП за 2006 год. Индекс ниже 0.5 признан показать слабое развитие, а значение 0.8 и выше предполагает высокое развитие.
0.950 +
0.900-0.949
0.850-0.899
0.800-0.849
0.750-0.799
0.700-0.749
0.650-0.699
0.600-0.649
0.550-0.599
0.500-0.549
0.450-0.499
0.400-0.449
0.350-0.399
0.300-0.349
менее 0.300
н/д
Карта для людей с нарушениями восприятия цветового зрения.
Полный список см. список стран по ИРЧП

| 0.950 + 0.900-0.949 0.850-0.899 0.800-0.849 0.750-0.799 | 0.700-0.749 0.650-0.699 0.600-0.649 0.550-0.599 0.500-0.549 | 0.450-0.499 0.400-0.449 0.350-0.399 0.300-0.349 менее 0.300 н/д |

## Терминология

### Обвинение в неоколониализме бывших колониальных держав
Пока империализм существует, он, по определению, будет стремиться к господству над другими странами. Это-то господство и называется сегодня неоколониализмом.Че Гевара, из речи о марксистской революции, 1965 

Кваме Нкрума, первый президент республики Гана, и один из изобретателей термина «неоколониализм», изображение на советской марке (1989).

Термин «неоколониализм» впервые получил широкое распространение, в особенности в связи с Африкой, после процесса деколонизации, который состоял в борьбе многих национальных движений за независимость в колониях после Второй мировой войны. После получения независимости, некоторые национальные лидеры и группы оппозиции начали утверждать, что их страны подвергнуты новой форме колониализма, проводимого бывшими колониальными державами и другими развитыми нациями. Кваме Нкрума, который в 1957 году стал во главе независимой республики Гана, был первым критиком того, что в дальнейшем получило классическое определение неоколониализма. Это объяснение выведено в одной из первых книг, использующих этот термин, «Неоколониализм как последняя стадия империализма» (1965). Эта работа определяет себя как дополнение к труду «Империализм как высшая стадия капитализма» (1916), в которой Ленин утверждает, что империализм XIX века основывается на нуждах капиталистической системы. Нкрума говорит, что «на месте колониализма, как главного инструмента империализма, мы имеем сегодня неоколониализм. Неоколониализм, как и колониализм, это попытка перенесения социальных конфликтов капиталистических стран». Он продолжает: 
Результатом неоколониализма является то, что иностранный капитал используется для эксплуатации, а не развития менее развитых частей света. Инвестиции при неоколониализме увеличивают, а не сокращают разрыв между богатыми и бедными странами мира. Борьба против неоколониализма заключается не в исключении участия капитала развитых стран в экономиках менее развитых. Она нацелена на сопротивление тем финансовым силам развитых стран, которые используются для разорения менее развитых.
Оригинальный текст (англ.)The result of neo-colonialism is that foreign capital is used for the exploitation rather than for the development of the less developed parts of the world. Investment under neo-colonialism increases rather than decreases the gap between the rich and the poor countries of the world. The struggle against neo-colonialism is not aimed at excluding the capital of the developed world from operating in less developed countries. It is aimed at preventing the financial power of the developed countries being used in such a way as to impoverish the less developed.

### Движение неприсоединения
Термин «неоколониализм» вошёл в широкое употребление как описание внешней политики стран Организации африканского единства (идеологом которой был К. Нкрума), а также после Бандунгской конференции (Азиатско-африканская конференция, 1955), на которой кроме того было введено понятие Движения неприсоединения. Формальное определение было дано по результатам Конференции народов Африки в 1960—1961 годах, когда создание союза независимых государств под эгидой Французского сообщества было названо неоколониализмом.
Во время холодной войны СССР и США, страны входившие в Движение неприсоединения и OSPAAAL (Организация солидарности народов Азии, Африки и Латинской Америки) определили неоколониализм как своего первого и главного врага. Кроме того, устранение неоколониализма было основным символом борьбы за независимость у различных партизанских формирований.

### Патерналистический подход
Термин «патерналистический неоколониализм» в большой степени связан с французской и португальской политикой цивилизаторства (en:Civilizing mission). Считалось, что доминация центральной державы, управление и вмешательство в политику колонии должно в долгосрочной перспективе произвести положительный эффект. Такого рода движения были основой империализма в XIX в. во французском Алжире, странах Французской чёрной Африки и Индокитае, а также в португальских Анголе, Мозамбике и Тиморе.
Этот подход использовался в первую очередь как идеологическое замещение военной интервенции, для предотвращения затяжных конфликтов, которые были невыгодны колониальным державам, потому что блокировали экономическую эксплуатацию, которая являлась основой взаимоотношений. Таким образом производилась европеизация колоний, уничтожение и ассимиляция коренных культур.

### Распространение культуры бывших метрополий
Иногда в неоколониализме обвиняют современные международные организации занимающееся популяризацией общего культурного наследия и языка бывших метрополий. И хотя сами организации заявляют что преследуют культурно-просветительскую миссию, они занимаются по сути тем что сохраняют культуру стран-завоевателей на территории их бывших колоний. Общая культура это как известно один из очень сильных объединяющих факторов. Часто некоторые популисты из стран Африки пытаются сыграть на ущемленном чувстве гордости и достоинства за свою нацию и обвиняют в колониализме и неоколониализме своих бывших колонизаторов, к примеру Францию или Британию с Содружеством наций, заявляя, что это новая завуалированная форма британского империализма, что относительно правдиво, 

## Неоколониализм в настоящее время

### Россия
В настоящее время Россия оккупирует несколько частей соседних стран: Приднестровье (часть Молдовы), Абхазию и Южную Осетию (часть Грузии), а также пять областей Украины. Россия также установила фактическое политическое господство над Беларусью. Историк Тимоти Снайдер определяет войну между Россией и Украиной как колониальную войну в которой Россия намерена завоевать и эксплуатировать местное население, и доминируя над ним постепенно вытеснить. Россию обвиняют в колонизации Крыма, аннексированного ею в 2014 году, посредством принудительной русификации, паспортизации, расселения российских граждан на полуострове и вытеснения украинцев и крымских татар.

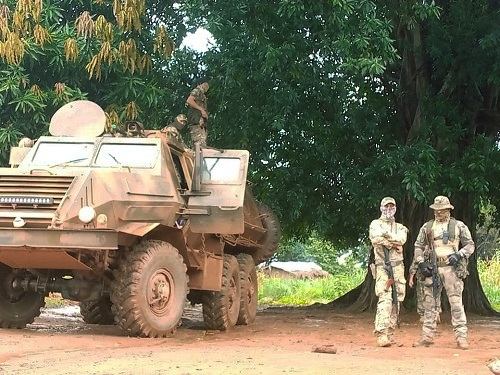
Российские наемники несут караул у бронетехники в Центральноафриканской Республике

Группа Вагнера - российская частная военная компания, финансируемая государством, с 2017 года оказывала военную поддержку и обеспечивала безопасность и защиту нескольким автократическим режимам в Африке. Взамен российские компании связанные с «Вагнером» получали привилегированный доступ к природным ресурсам этих стран, таким как права на разработку золотых и алмазных рудников, в то время как российские военные получали доступ к стратегически важным объектам, таким как авиабазы и порты. Это было описано как неоколониальный и неоимпериалистический вид захвата государства, при котором Россия получает влияние над страной, помогая правящему режиму оставаться у власти и делая их таким образом зависимыми от своей защиты, одновременно получая экономические и политические выгоды для себя, но не принося пользы местному населению. В 2024 году группа Вагнера в Африке была переименована в «Африканский корпус» под прямым контролем Министерства обороны России.